# Sady (województwo podlaskie)
Sady – wieś w Polsce położona w województwie podlaskim, w powiecie siemiatyckim, w gminie Drohiczyn.
W latach 1975–1998 miejscowość położona była w województwie białostockim.
W latach 1596–1865 miejscowość była siedzibą parafii, zlikwidowanej po powstaniu styczniowym z rozkazu rosyjskiego gubernatora hr. Michaiła Murawjowa „Wieszatiela”. W XIX wieku miejscowość leżała w carskiej Rosji, poza granicami Królestwa Polskiego.
Wierni Kościoła rzymskokatolickiego należą do parafii Trójcy Przenajświętszej w Drohiczynie.